# Andy McNab
Steven Mitchell DCM MM (29. prosince 1959, Londýn) je bývalý britský voják speciálních jednotek SAS řeckého původu, který se stal spisovatelem. Jako spisovatel používá pseudonym Andy McNab, původně především kvůli své vlastní bezpečnosti.

## Stručný životopis
Andy, který byl nalezen v igelitové tašce jako nemluvně před vchodem do jedné londýnské nemocnice, vyrůstal v londýnské čtvrti Peckham. V dětství měl pár menších konfliktů se zákonem, a proto se v 16 letech rozhodl, že půjde k armádě. Chtěl létat s vrtulníkem, ale na to neměl ani talent, ani vzdělání. (Jistý výcvikový důstojník mu řekl, že by leda tankoval palivo…; viz Okamžitá akce) Proto se dal k Royal Green Jackets – Královským Zeleným Blůzám.
Po několika letech, kdy mimo jiné navštívil Severní Irsko (tam zažil svou první přestřelku) a Gibraltar, mu přestala vyhovovat nařízení, kdy si např. musel zažádat i o povolení ke koupi nábytku u nadřízeného (viz Okamžitá akce). Pokusil se přejít ke speciální jednotce SAS. McNab uspěl ve výběrovém řízení na druhý pokus v roce 1984. Mezi lety 1984–1990 procestoval mnoho zemí světa (Botswana, Belize, znovu Severní Irsko, Kolumbie…).
2. srpna 1990, kdy irácká armáda vtrhla do Kuvajtu, se začal SAS regiment chystat na pouštní operace. Jelikož Andyho eskadra B měla zrovna půlroční CT turnus, dostala se do Iráku až v prosinci 1990. 17. ledna 1991, když začala operace Pouštní bouře, Irák začal střílet raketami SCUD na Izrael s cílem rozvrátit síly koalice. Kdyby se Izrael aktivně zapojil do války s Irákem, hrozilo by vystoupení arabských států z koalice. Andymu bylo přiděleno velení osmičlenné hlídky Bravo Two Zero, která měla najít a pokud možno zneškodnit rakety SCUD a přerušit pozemní komunikaci mezi Bagdádem a severozápadním Irákem. Hlídka byla vysazena v noci 22. ledna 1991 téměř 300 km za nepřátelskými liniemi. Hned druhý den však byla prozrazena mladým pasáčkem koz a při ústupu zahynuli tři muži a čtyři, včetně McNaba, padli do zajetí. Pouze jediný unikl. Zajatci museli vydržet následné drastické mučení a vyslýchání.
Po několika měsíční rekonvalescenci se McNab vrátil zpět do služby k SAS a v roce 1993 natrvalo odešel. V témže roce také vydal svůj bestseller Bravo Two Zero (v Česku vyšla pod názvem Konečná stanice Bagdád), který pojednával právě o neúspěšné hlídce. Dva roky poté pak vydal knihu Immediate Action (Okamžitá akce), která je vlastně jeho životopis až do roku 1990. Jelikož knihy sklízely úspěch, stal se spisovatelem. Jeho první román Remote Control (Dálkové ovládání) vyšel v roce 1998 a poté následovaly další.

## Zajímavosti
Jeho popis událostí, který popsal v knize Bravo Two Zero, byl několikrát popřen a prohlášen za smyšlený. Poprvé Chrisen Ryanem (člen hlídky, který jediný unikl) ve své knize The One That Got Away (v Česku vyšla pod názvem Jediný unikl), poté také Sirem Peterem Rattcliffem v knize 25 let v boji s SAS. Asi nejvíc však v knize The Real Bravo Two Zero, kterou napsal Michael Asher, který jel kvůli tomu do Iráku.
Na motiv knihy Bravo Two Zero byl také natočen film v hlavní roli se Seanem Beanem. Podílel se na filmu Nelítostný souboj jako poradce přes zbraně a výcvik s nimi.

## Knihy
Vypsány jen ty knihy, které vyšly v Česku.

### Fakta
- Bravo Two Zero (1993) – Konečná stanice Bagdád (1995)
- Immediate Action (1995) – Okamžitá akce (1997)

### Populárně naučná
- DUTTON, Kevin, McNAB, Andy: Psychopatův průvodce na cestě k úspěchu. Praha: Portál, 2021. ISBN 978-80-262-1738-1

### Dětské knihy
- McNAB, Andy; EARLE, Phil: Dostaňte mě odsud. Praha: Portál, 2021. ISBN 978-80-262-1714-5

### Fikce
Příběhy Nicka Stonea
- Remote Control (1998) – Dálkové ovládání
- Crisis Four (2000) – Zásah v krizi
- Firewall (2000) – Spálený sníh
- Last Light (2001) – Soumrak
- Liberation Day (2002) – Den osvobození
- Dark Winter (2003)– Temná zima
- Deep Black (2004) – Temná čerň
- Agressor (2005) – Agresor
- Exit Wound (2009) – Průstřel

Příběhy Dannyho Wattse (napsáno s Robertem Rigbym)
- Boy Soldier (2007) – Zelenáč
- Payback (2008) – Odplata
- Avenger (2009) – Mstitel
- Meltdown (2009) – Hrozba